# Alice Roosevelt Longworth
Alice Lee Roosevelt Longworth (New York, 12 februari 1884 – Washington D.C., 20 februari 1980) was een Amerikaanse schrijfster en socialite. Zij was het oudste kind van president Theodore Roosevelt en stond onder andere bekend voor haar onconventionele vorm van humor.

## Levensloop

### Vroege jaren

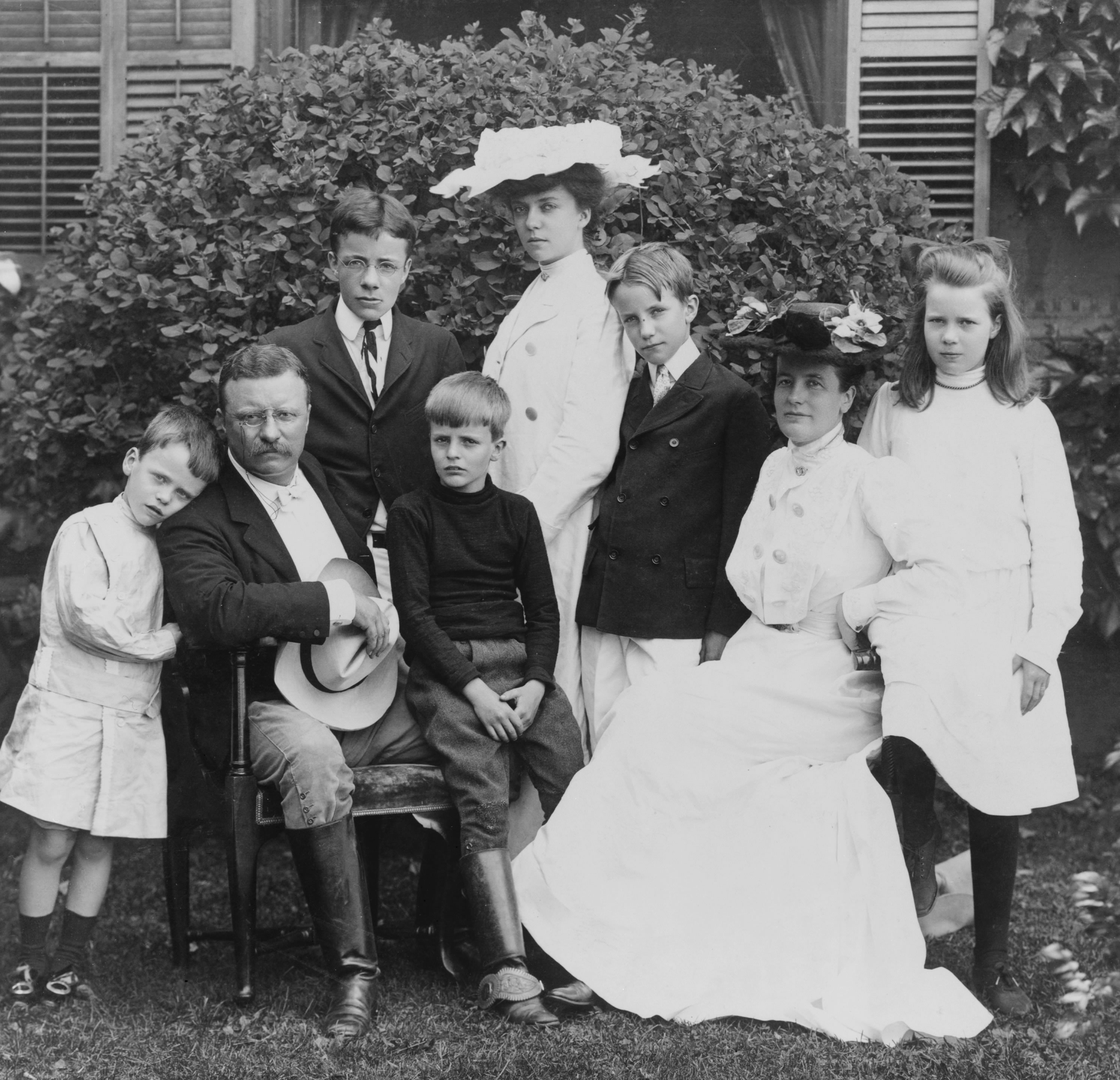
Alice Roosevelt (in het midden met hoed) met haar vader, stiefmoeder en halfbroers- en zussen.

Alice Roosevelt was het enige kind uit het huwelijk van Theodore Roosevelt en zijn eerste vrouw Alice Hathaway Lee Roosevelt. Haar moeder overleed twee dagen naar haar geboorte. Toevalligerwijs overleed haar oma, Theodore's moeder, elf uur eerder op dezelfde dag. Theodore Roosevelt was overmand door verdriet en sprak bijna nooit meer over zijn eerste vrouw. Haar naam liet hij zelfs weg uit zijn biografie. Zijn dochter werd vaak aangeduid als Baby Lee. De eerste jaren werd Alice deels opgevoed door haar tante Anna. Dat veranderde nadat haar vader in december 1886 hertrouwde met Edith Kermit Carow. Carow en Theodore Roosevelt kregen samen nog vijf kinderen. Alice Roosevelt had een moeizame relatie met haar stiefmoeder.

### Presidentsdochter

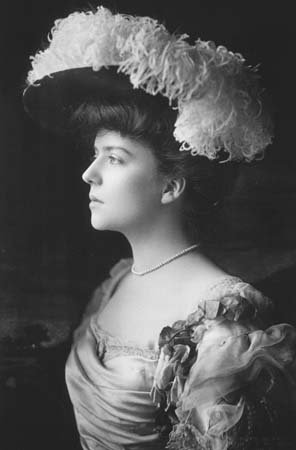
Alice Roosevelt rond 1900.

Haar vader werd na de onverwachte dood van William McKinley in 1901 president van de Verenigde Staten. Daardoor kwam Alice zelf ook vol in de aandacht te staan. Ze groeide snel uit tot een bekende verschijning op feesten en partijen. Ze vertegenwoordigde haar vader vaak op het internationaal toneel, zoals bij het kroningsfeest van de Britse koning Edward in 1902.
Samen met minister van Oorlog William Howard Taft leidde Alice in 1905 een Amerikaanse diplomatieke delegatie naar Japan, Hawaii, China, de Filipijnen en Korea. De delegatie bestond naast diplomaten en zakenmannen uit dertig Congresleden, waaronder haar toekomstige man Nicholas Longworth, namens de Republikeinen lid van het Huis van Afgevaardigden. In februari 1906 trouwden Roosevelt en Longworth. Tijdens hun huwelijksreis bezocht het kersverse echtpaar onder andere koning Edward, de Duitse keizer Wilhelm II, Georges Clemenceau, George Curzon en William Jennings Bryan.

### Weg uit het Witte Huis
Toen de Roosevelt-familie in 1909 het Washington D.C. moest verlaten begroef Alice en voodoopop van de de nieuwe first lady Helen Taft in de voortuin van de ambtswoning. Later ontzegde de regering-Taft haar toegang tot haar voormalige woning.
Alice Roosevelt schaarde zich in 1912 achter de poging van haar vader om herkozen te worden, ondanks dat zijn eigen Democraten zich achter Taft verzamelden. Alice verscheen samen met haar vaders running mate Hiram Johnson op het podium in het kiesdistrict van haar man. Nicholas Longworth verloor de verkiezingen met een verschil van 101 stemmen. Dit leidde tot een permanente verkoeling tussen Roosevelt en haar man, ondanks het feit dat hij twee jaar later herkozen werd en de rest van zijn leven lid bleef van het Huis van Afgevaardigden.

### Affaires

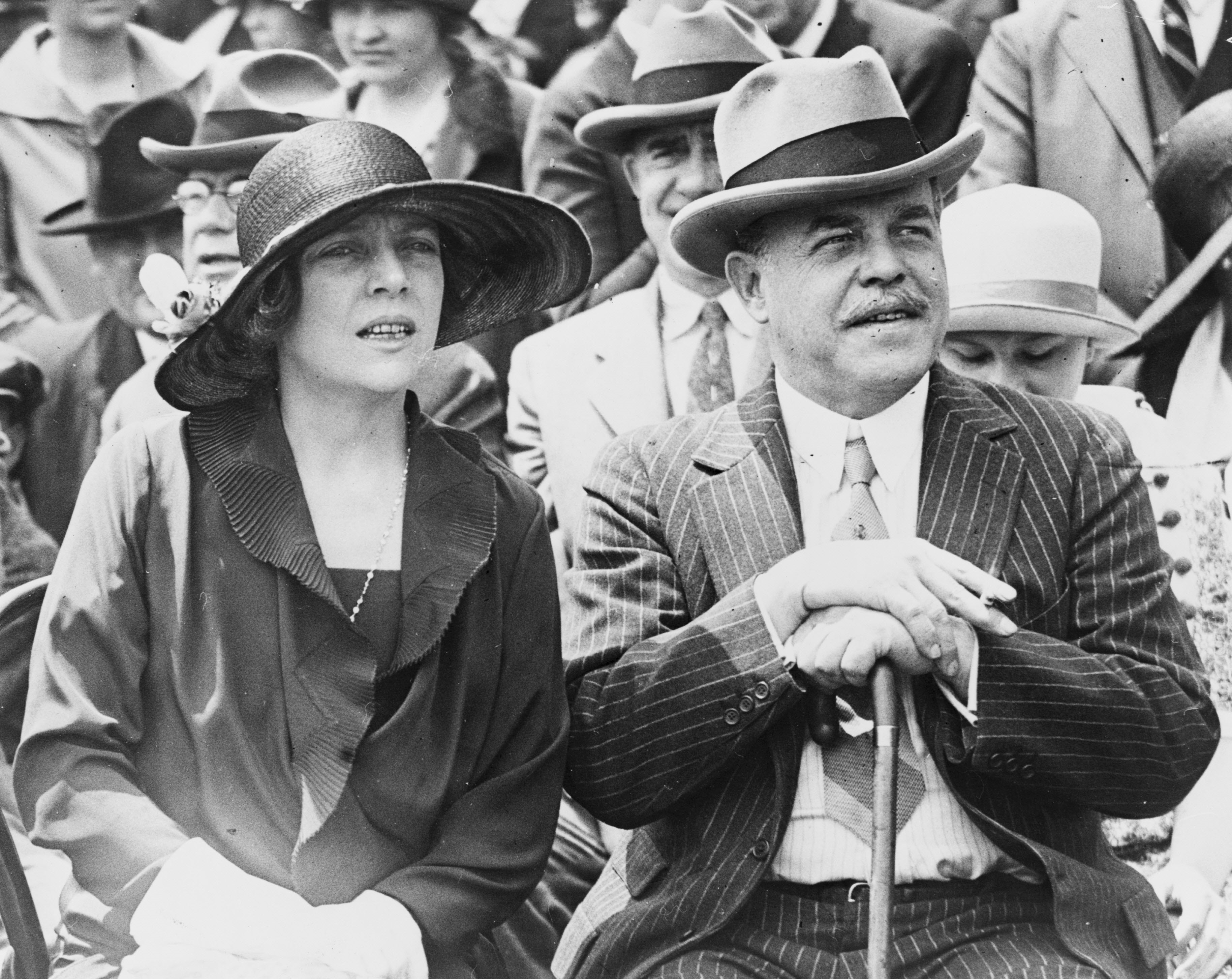
Roosevelt met haar man Nicolas Longworth in 1926.

Buiten haar huwelijk had Roosevelt meerdere affaires. Zo had zij een langdurige relatie met de senator William Borah. Pas toen haar dagboeken aan het begin van de eenentwintigste eeuw openbaar werden kwam naar buiten dat hij de vader was van haar enige dochter Paulina Longworth. Alice had haar dochter aanvankelijk Deborah ("de Borah") willen noemen.
Tijdens de Grote Depressie teerde Alice Roosevelt fors in op haar familiefortuin. Om geld te verdienen verscheen ze een in tabaksadvertenties. Ook verscheen haar autobiografie onder de titel Crowded Hours.

### Republikein
Roosevelt was een aanhanger van de Republikeinse Partij. Toen haar verre neef Franklin Delano Roosevelt in 1932 een gooi naar het presidentschap deed zei ze: "Politiek gezien zijn onze en zijn tak van de familie altijd in verschillende kampen geweest. Dezelfde achternaam is ongeveer het enige dat we gemeenschappelijk hebben. Ik ben een Republikein en ik ga voor Hoover stemmen. En als ik geen Republikein was zou ik nog steeds voor Hoover stemmen". In 1940 stelde ze dat "liever voor Hitler dan voor FDR zou stemmen voor een derde termijn". Volgens haar stond FDR voor "Führer, Duce en Roosevelt. Tegelijkertijd kon ze zich vilein uitlaten over Republikeinse kandidaten. De besnorde Thomas Dewey, die in 1940 en 1944 een gooi deed naar het presidentschap, vergeleek ze met het poppetje van de bruidegom boven op de bruidstaart. Dat beeld beklijfde en droeg bij aan Deweys nederlagen.
Roosevelt had een goede band met Robert F. Kennedy en zou later op Lyndon Johnson stemmen, de opvolger van haar broer die ze verkoos boven senator Barry Goldwater. Ook met Richard Nixon had ze een hechte band. Ze drong er na de verloren presidentsverkiezingen in 1960 op aan dat hij terugkeerde in de politieke arena en nodigde hem meerdere keren bij haar thuis uit. Nixon op zijn beurt nodigde Roosevelt uit voor het eerste officiële Witte Huis-diner na zijn verkiezing als president en op de bruiloft van zijn dochter Tricia.

### Overlijden

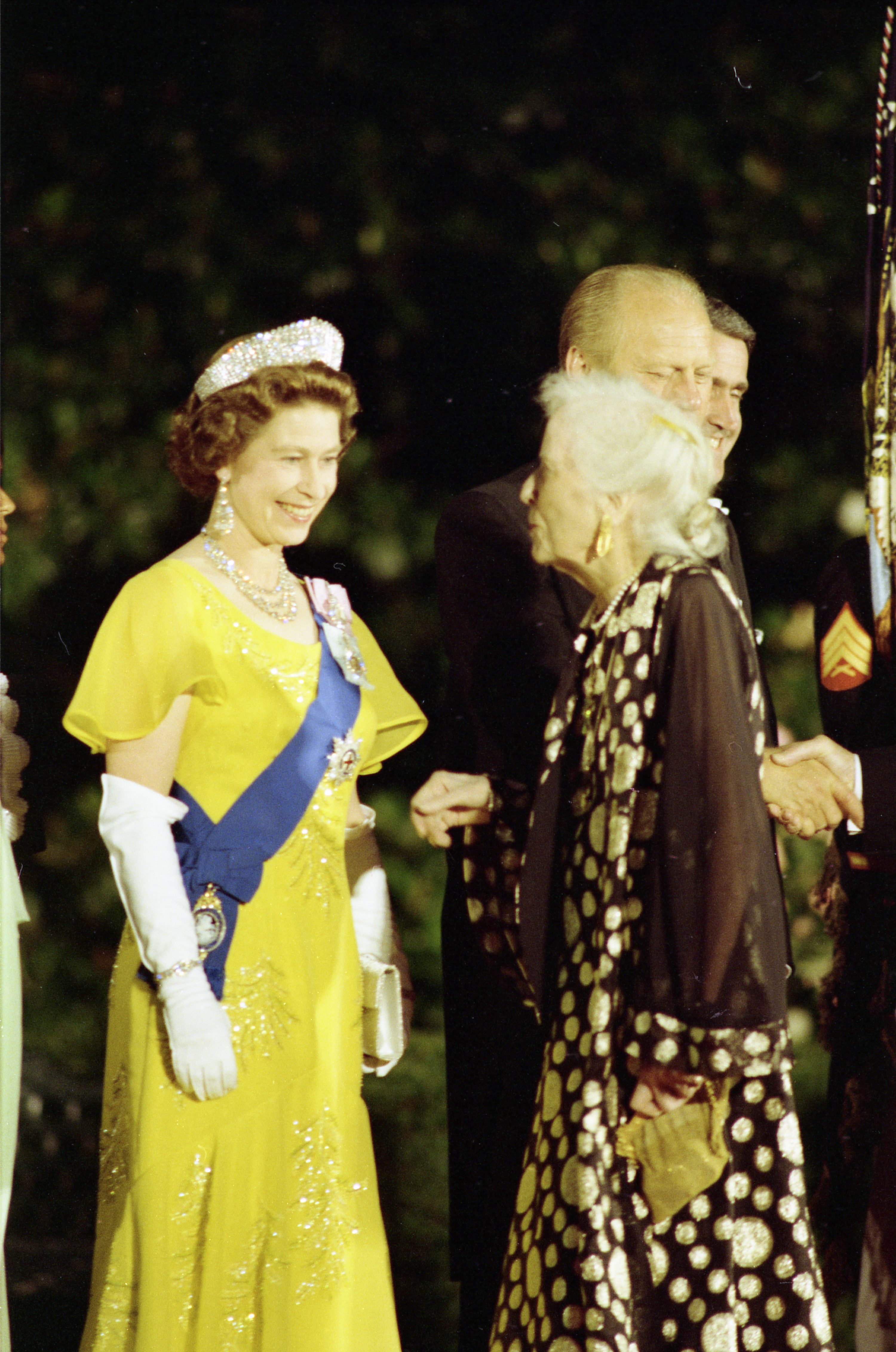
Roosevelt in 1976 tijdens een staatsdiner met de Britse koningin Elizabeth.

Als gevolg van borstkanker werden Roosevelt beide borsten verwijderd. Ze overleed op 96-jarige leeftijd aan de gevolgen van emfyseem en een longontsteking, in combinatie met verschillende chronische ouderdomszieken. Alice Roosevelt ligt begraven op Rock Creek Cemetery.

## Persoonlijk
Na de dood van haar man Nicholas Longworth in 1931 bleef Roosevelt vrijgezel. Haar dochter Paulina overleed in 1957 aan een overdosis slaappillen. Paulina's man had zes jaar eerder het leven al verlaten. Alice Roosevelt droeg daarom zorg voor de opvoeding van hun enige dochter Joanna.